# Tomasz Stankiewicz (ekonomista)
Tomasz Stankiewicz (ur. 1946) – polski ekonomista, urzędnik państwowy i nauczyciel akademicki, doktor habilitowany nauk ekonomicznych, działacz NSZZ „Solidarność”. Od 1991 do 1992 podsekretarz i sekretarz stanu w Ministerstwie Przekształceń Własnościowych.

## Życiorys
Ukończył studia ekonomiczne, po których rozpoczął pracę naukową. Specjalizował się w zakresie historii gospodarczej, rynków kapitałowych i giełd. Wykładał na Wydziale Nauk Ekonomicznych Uniwersytetu Warszawskiego, a także w Wyższej Szkole Informatyki i Umiejętności w Łodzi. W 1991 habilitował się na UW na podstawie rozprawy pt. Działalność inwestycyjna państwa w latach 1945–1947.
W 1980 został działaczem NSZZ „Solidarność” na UW (w Tymczasowym Komitecie Organizacyjnym, następnie w Komisji Zakładowej). Od 1980 do 1981 był ekspertem ekonomicznym Komisji Krajowej tego ruchu, tworzył także jego program gospodarczy. Razem z Jadwigą Staniszkis opublikował w 1981 książkę „Solidarność” wobec aktualnych zagrożeń. W sierpniu 1985 wspierał sztab strajkowy w KWK Manifest Lipcowy w Jastrzębiu-Zdroju.
W 1989 brał udział w obradach Okrągłego Stołu w ramach zespołu gospodarki i polityki społecznej (m.in. jako ekspert podzespołu ds. górnictwa). W 1990 kierował sztabem wyborczym Lecha Wałęsy w Warszawie, potem do 1991 kierował Biurem Polityki Ekonomicznej „Solidarności”. Od 7 lutego do 31 grudnia 1991 był podsekretarzem i następnie od 1 stycznia do 14 sierpnia 1992 sekretarzem stanu w Ministerstwie Przekształceń Własnościowych.
W 2003 odznaczony Srebrnym Krzyżem Zasługi.